# Psychomyiella myohyangsanica
Psychomyiella myohyangsanica is een schietmot uit de familie Psychomyiidae. De soort komt voor in het Palearctisch gebied.